# تيدي شان
تيدي شان (بالصينية: 陳德森) هو منتج أفلام وكاتب سيناريو ومخرج وممثل صيني وهونغ كونغي، ولد في 26 أبريل 1958 بهونغ كونغ في الصين. من الجوائز التي نالها Hong Kong Film Award for Best Director ‏ سنة 2010 وHuabiao Awards ‏ سنة 2011.

## أعمال

### مسلسلات
- فلاش فورورد

## جوائز
- Hong Kong Film Award for Best Director [الإنجليزية]‏ (2010)
- Huabiao Awards [الإنجليزية]‏ (2011)

## وصلات خارجية
- تيدي شان على موقع IMDb (الإنجليزية)
- تيدي شان على موقع ألو سيني (الفرنسية)
- تيدي شان على موقع أول موفي (الإنجليزية)
- تيدي شان على موقع قاعدة بيانات الفيلم (الإنجليزية)
- تيدي شان على موقع كينوبويسك (الروسية)
- تيدي شان على موقع كينوبويسك (الروسية)